# Genaro Fernández Yáñez
Genaro Fernández Yáñez (Madrid, 1 de diciembre de 1873 — Ibíd., 2 de octubre de 1922) fue un periodista español.

## Biografía
Siguió la carrera de Marina y una vez terminada y después de estudiar en la Escuela Politécnica, emprendió la de Farmacia en la Universidad de París, que practicó en América y Francia. Desde muy joven colaboró en periódicos católicos y tradicionalistas de España y América. Visitó algunas de las principales naciones de los continentes europeo y americano y residió algún tiempo en Orán (Argelia francesa), desde donde envió crónicas al diario integrista El Siglo Futuro.
A la muerte en 1907 de su amigo Ramón Nocedal, propietario y director de El Siglo Futuro, Yáñez fue nombrado redactor-jefe del periódico. Destacaron sus numerosos artículos sobre política interior y acerca de las cuestiones sociales. Cultivó además de un modo particular e hizo varias campañas sobre política africanista y cuestiones de orden internacional, asunto este último en el que más se especializó. Gran conocedor de los asuntos de Marruecos y el Derecho internacional, se llegó a afirmar que sus opiniones eran tenidas muy en cuenta en el Ministerio de Estado.